# كارثة سباق لو مان 1955
كارثة لو مان عام 1955 كانت واحدة من أسوأ الحوادث في تاريخ سباقات السيارات، وقعت في 11 يونيو 1955 خلال سباق "24 ساعة في لو مان" على حلبة "سيركوي دي لا سارت" بمدينة لو مان، في إقليم سارت، فرنسا. أدى الحادث إلى تطاير حطام ضخم نحو الجمهور، ما أسفر عن مقتل عدد كبير من المتفرجين، إضافة إلى السائق الفرنسي بيير لوفِغ. لا يُعرف على وجه الدقة عدد الضحايا، لكن الرقم المؤكَّد لا يقل عن 82 قتيلًا (81 متفرجًا بالإضافة إلى لوفغ)، فيما تُشير مصادر أخرى إلى أن عدد الضحايا قد بلغ 84. وبغضّ النظر عن الحصيلة النهائية، تُعتبر هذه الكارثة الحدث الأكثر فتكًا في تاريخ رياضة السيارات، وقد دفعت عددًا من الدول الأوروبية إلى حظر السباقات على أراضيها، حيث لم تُلغِ سويسرا حظرها إلا في عام 2022.
بدأت الكارثة عندما قرر السائق البريطاني مايك هوثورن سائق فريق جاغوار التوجه إلى منطقة الصيانة، فانحرف إلى اليمين وبدأ بالفرملة أمام سيارة أوستن-هيلي التي كان يقودها لانس ماكلين. ولتفادي الاصطدام، انحرف ماكلين بسرعة إلى اليسار، لكنه دخل دون قصد في مسار سيارة بيير لوفغ الذي كان يمرّ على اليسار بسيارته مرسيدس بنز إس إل آر 300 الأسرع بكثير. واصطدم لوفغ بمؤخرة سيارة ماكلين بسرعة هائلة، مما أدى إلى قذف سيارته في الهواء فوق الحاجز الترابي الواقي.
تابعت سيارة لوفغ طيرانها بسرعة تقترب من 200 كيلومتر في الساعة، وتخطت حاجزًا ترابيًا واقيًا، لترتطم مرتين على الأقل في منطقة المتفرجين. وأدى الاصطدام الأخير إلى تفكك السيارة بالكامل، وقُذف لوفغ منها إلى الحلبة حيث لقي مصرعه على الفور. وتطايرت أجزاء ضخمة من السيارة، مثل كتلة المحرك، والمبرّد (الرادياتور)، ونظام التعليق الأمامي، وغطاء المحرك، نحو الحشود أمام المنصة الرئيسية. أما مؤخرة السيارة فقد ارتطمت بالحاجز الترابي وانفجرت مشتعلة.
أثارت الحادثة جدلًا كبيرًا حول المسؤولية، غير أن التحقيق الرسمي لم يُحمّل أيًّا من السائقين مسؤولية مباشرة، وبدلًا من ذلك وجّه انتقادات إلى تصميم الحلبة الذي يعود إلى ثلاثين عامًا، والذي لم يكن مُهيّأ لاستيعاب سيارات تبلغ هذه السرعات العالية.

## الأحداث
كان السائق الفرنسي بيير ليفيه والذي كان يشارك بسيارة من نوع مرسيدس-بنز طراز (SLR300) وكان رقمه (20).وبعد مرور ساعتين على السباق وعند نهاية المسار 35 من السباق كان السائق الأنجليزي مايك هاوثورن متفوق في الامام وقد أبطأ قليلاً للتزود بالوقود لكنه كان لا يستطيع الوقوف لأن السيارة التي يقودها المتسابق انس ماكلين خلفه مباشرة
فكان مايك قادر على وقف سيارته بسرعة أكبر من بين كل سيارات السباق التي خلفه وهذا يعود بفضل مكابح قرصية متطورة لسيارته بعكس المرسيدس والسيارات الأخرى التي وراءه كانت تستخدم نظام فرامل الطبلة التقليدية كان ماكلين لا يستطيع وقف سيارته بسرعة كبيرة كما تفعل سيارة مايك.
عندما احس مايك بأقتراب ماكلين منه انحرف بسيارته إلى اليمين ليفتح الطريق امام ماكلين.
كان بيير ليفيه يسير بسرعة 150 كيلو متر في الساعة ولم ينتبه لتباطؤ سيارة ماكلين عندها اصطدم بمؤخرة سيارة ماكلين
عند الاصطدام طارت سيارة بيير ليفيه بالهواء وسقطت على الحاجز الفاصل بين الجمهور والمسار وبدأت تتقلب وتتفكك بأتجاه المتفرجين تدافع الجمهور على بعض لتفادي اشلاء السيارة.
توفي على الفور 82 مابين رجال ونساء واطفال واصابة 120 شخص
احد المصابين الذين خرجوا من المستشفى والضمادات في رأسه يقول (كان الانفجار هائل!).
مات بعض المتفرجين بسبب تناثر النيران بكثافة واشتعالها في السيارة لمدة ساعتين
وايضاً اصابة بعض الناس بإصابات مختلفة وقتل بيير ليفيه على الفور

### اسباب
السبب في الحادث هو انعدام وسائل الأمان في الحلبة في ذلك الوقت وعدم وجود تأمين للجمهور ولا للمتسابقين وعدم تأمين حلبة سباق شهيرة كهذه كان ينذر بوقوع كارثة.

### ما بعد الكارثة
كانت أسوء كارثة في تاريخ رياضة سباق السيارات، لم يعثر على أي شخص كان أو فريق متسبب ومسؤول عن الكارثة وقضت المحكمة بأنه حادث سباق لا أكثر.
بعد الحادث بقليل انسحبت الشركة الألمانية مرسيدس من السباق تعاطفاً مع ضحايا الجمهور ومن جميع السباقات حتى منتصف الثمانينيات.

## ردود الفعل الدولية
قامت حكومات ألمانيا و‌فرنسا و‌إسبانيا ودول أخرى بحظر سباق السيارات حتى يتم تأمين السباقات بشكل كامل حفاظًا على سلامة الجمهور والمتسابقين.
1. ↑  "Le Mans 1955: the disaster that changed motorsport forever" (بالإنجليزية). GQ. 11 Jun 2020. Retrieved 2022-06-15.
2. ↑   http://www.bbc.co.uk/programmes/b00sfptx. {{استشهاد ويب}}: |url= بحاجة لعنوان (مساعدة) والوسيط |title= غير موجود أو فارغ (من ويكي بيانات) (مساعدة)